# Gnaius Plancius (publicanus)
Gnaius  Plancius was een Romein en eques uit Atina. 
Hij verdedigde als een van de aanzienlijkste publicani met nadruk hun verzoek om vermindering van pacht (59 v.Chr.). Met ijver werkte hij voor zijn zoon, Gnaius Plancius, toen deze aedilis curulis wenste te worden.

## Referentie
- art. Plancii (1), in J.G. Schlimmer - Z.C. de Boer, Woordenboek der Grieksche en Romeinsche Oudheid, Haarlem, 1920, p. xxx.